# Emanuela Garuccio
Emanuela Garuccio (Roma, 12 gennaio 1973) è un'attrice italiana.

## Biografia
Attrice romana, ha recitato in numerose serie televisive come Elisa di Rivombrosa dove interpretava il ruolo di Celeste. È molto attiva anche al cinema.

## Filmografia

### Cinema
- Marquise, regia di Véra Belmont (1997)
- Li chiamarono... briganti!, regia di Pasquale Squitieri (1999)
- Certi bambini, regia di Andrea e Antonio Frazzi (2004)
- Segui le ombre, regia di Lucio Gaudino (2004)
- La morte di pietra, regia di Roberto Lippolis (2008)
- Il mercante di stoffe, regia di Antonio Baiocco (2009)
- Ho amici in Paradiso, regia di Fabrizio Maria Cortese (2017)

### Televisione
- Deserto di fuoco, regia di Enzo G. Castellari (1997)
- Klaras Hochzeit, regia di Christian Gorlitz (2001)
- Il bello delle donne, regia di Lidia Montanari, Luigi Parisi e Maurizio Ponzi (2001-2002)
- Mozart è un assassino, regia di Sergio Martino (2002)
- Elisa di Rivombrosa, regia di Cinzia TH Torrini (2003-2004)
- La cittadella, regia di Fabrizio Costa (2003)
- Imperium: Nerone, regia di Paul Marcus (2004)
- Incantesimo - Stagioni 6, 7 e 8 registi vari (2004-2006)
- Carla Rubens, regia di Bernard Uzan (2007)
- L'ispettore Coliandro - Serie TV, episodio: Sesso e segreti, regia di Manetti Bros. (2009)
- Rex, regia di Marco Serafini (2009)